# 遍照院 (横浜市)
遍照院（へんじょういん）は、神奈川県横浜市神奈川区にある高野山真言宗の仏教寺院である。山号は密厳山、寺号を不動寺と称する。
境内を京急本線が走り山門前には踏切があるため、「踏切寺」とも呼ばれる。

## 歴史
1458年（長禄2年）祐等の開基と伝えられる。
創建当時は一之宮神社付近にあったが、1590年に東海道沿いの当地に移された。
1945年の空襲などで幾度か焼失、現在の本堂は1956年の建立である。

## 所在地・交通
神奈川県横浜市神奈川区子安通3-382
- JR京浜東北線新子安駅、京急本線京急新子安駅下車徒歩5分

なお、上述の通り境内地には踏み切りがあり参道を鉄道が横切っている。同様の寺社には他に、
- 石引神社 - (岐阜県大垣市 - 西濃鉄道市橋線
- 下原八幡神社 - (岐阜県下呂市／JR高山本線)
- 坂田神明宮 - (滋賀県米原市／JR北陸本線)
- 関蝉丸神社下社 - (滋賀県大津市／京阪京津線)
- 澤田八幡神社 - (大阪府藤井寺市／近鉄南大阪線)
- 陶山神社 - (佐賀県西松浦郡有田町/JR佐世保線)

などが挙げられる（括弧内は所在地と路線名）。

## 関連文献
- 「東子安村 西子安村 新宿村」『新編武蔵風土記稿』 巻ノ67橘樹郡ノ10、内務省地理局、1884年6月。NDLJP:763984/87。